# Hermann Balk
 (mars 2024).
Si vous disposez d'ouvrages ou d'articles de référence ou si vous connaissez des sites web de qualité traitant du thème abordé ici, merci de compléter l'article en donnant les références utiles à sa vérifiabilité et en les liant à la section « Notes et références ».
Hermann Balk également connu sous le nom de Hermann von Balk ou Hermann Balke est un chevalier de l'ordre teutonique.

## Biographie
Hermann Balk est issu d'une famille Saxonne-Brandebourgeoise. Il aurait rejoint les chevaliers teutoniques à Acre en 1189. En 1219, il devient le premier maître de Germanie.

### Campagnes militaires

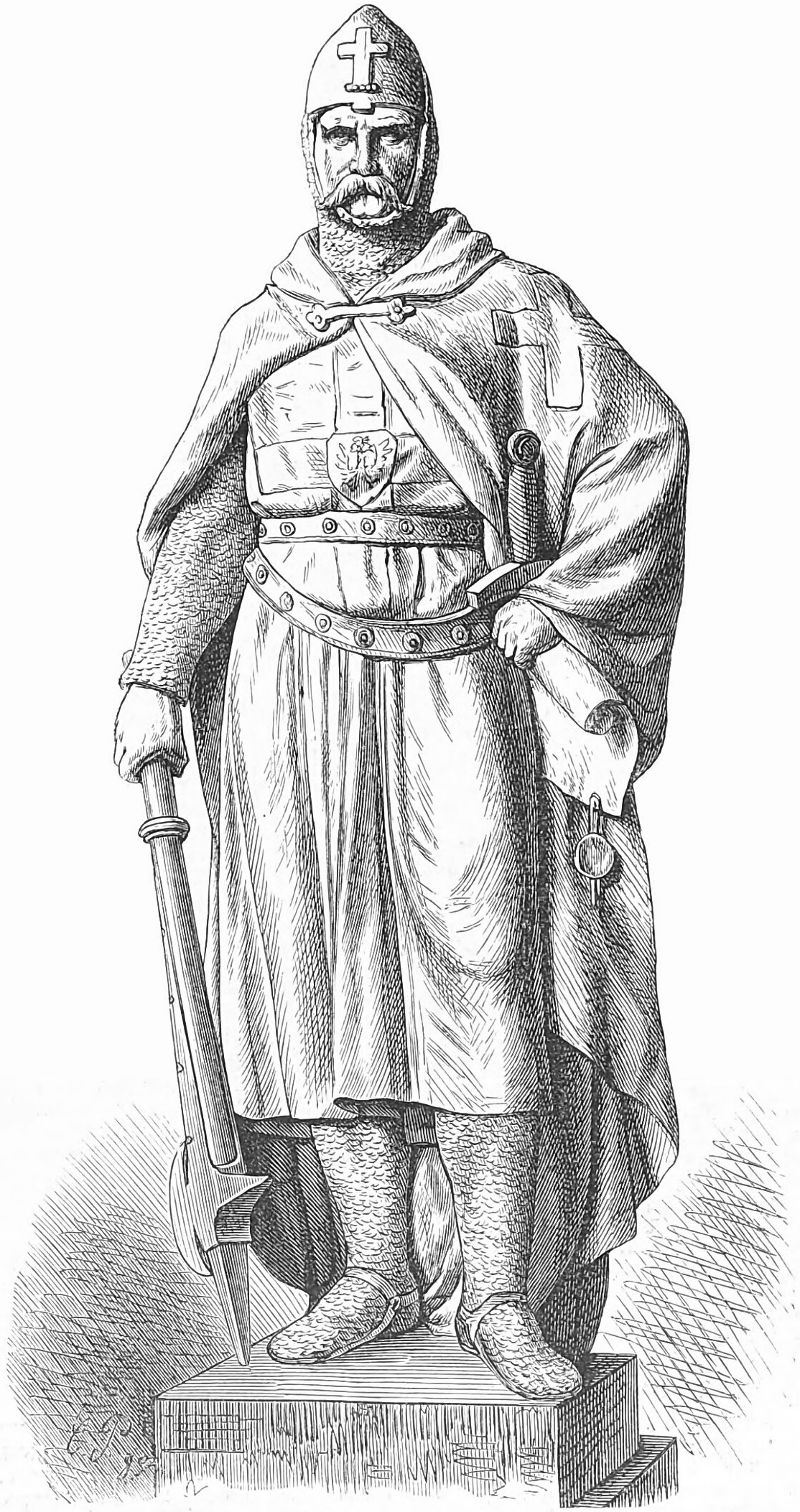
Dessin de la statue de Hermann Balk sculpté par Otto Geyer.

En 1226, les chevaliers teutoniques ont été invités à combattre les Prussiens par le duc Conrad Ier de Mazovie, dont les terres ont été pillées par les païens au cours des décennies précédentes. Balk mène le premier important détachement de chevaliers teutoniques au château de Vogelsang près de Toruń. Le maître aurait négocié le traité de Kruschwitz avec Conrad en 1230, par lequel les chevaliers teutoniques contrôleraient Chełmno et les conquêtes futures au lieu de les transmettre au duc de Mazovie ou à l’évêque Christian d’Oliva. Il dirige les chevaliers teutoniques lors des conquêtes de Chełmo, de Pomésanie et du nord de la Varmie dans la première décennie de la croisade prussienne, dans les années 1230. Il utilise la Guérilla, les embuscades dans les forêts et sa cavalerie vêtue de blanc dans les campagnes d’hiver. Hermann Balk traverse la Vistule en 1231. Les balistes et les arbalètes ont été utilisées par les croisés pour capturer les forts prussiens.

### Histoire

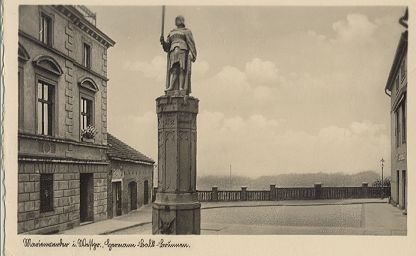
Carte postale de la statue de Hermann Balk.

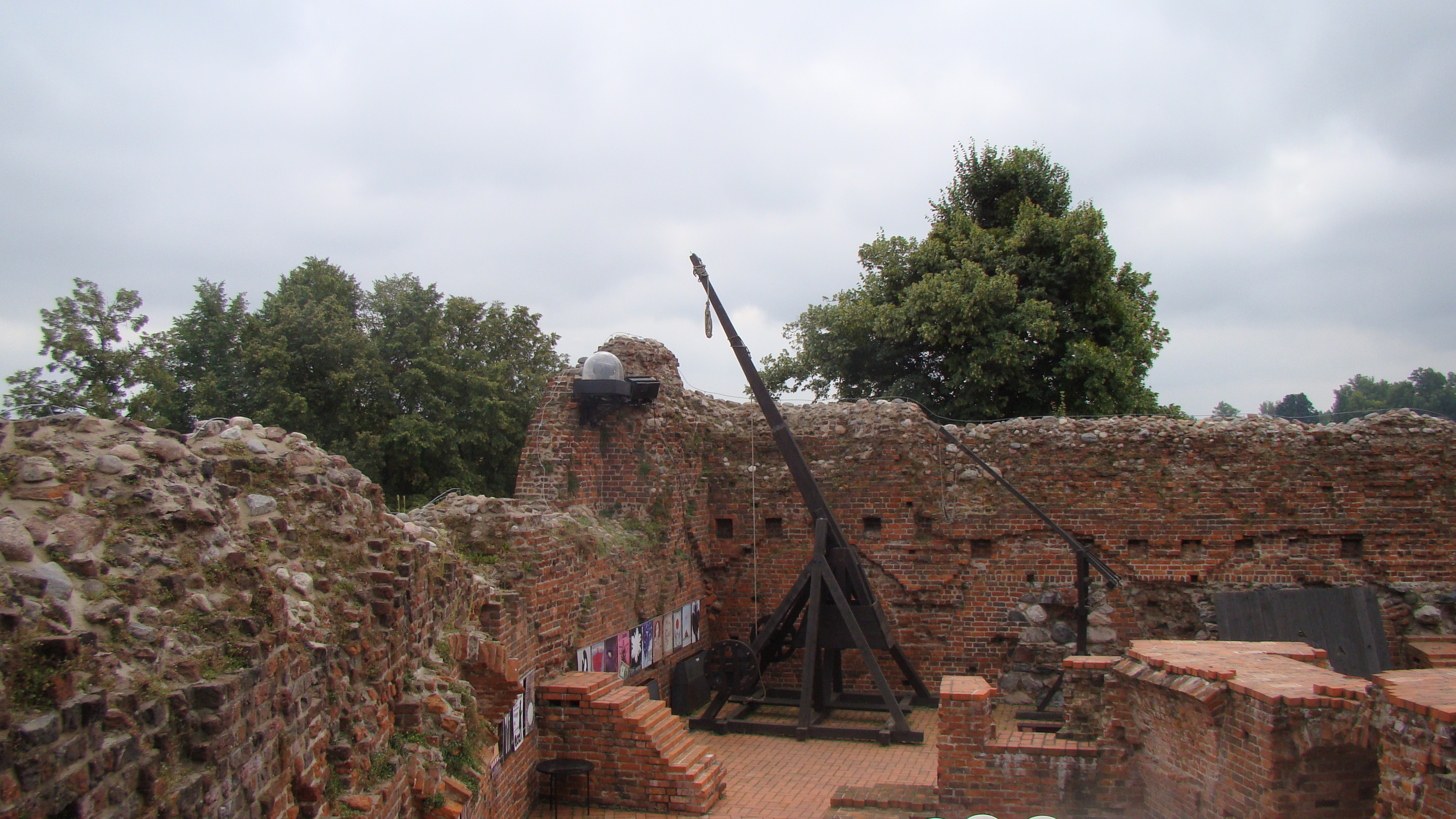
Photographie du château de Torún.

Sous la direction de Balk, devenu maître de Prusse, des châteaux sont construits à Marienwerder (1232), Chełmno, Elbląg, Toruń (1231) et Rheden (1234). Le maître encourage l’installation de colons allemands près des châteaux teutoniques d’Ordensburg. Les privilèges municipaux accordés à Culm et Toruń le 28 décembre 1233 par Balk, et le Grand Maître Hermann von Salza deviennent la base de le droit de Culm, qui sera ensuite appliquée à d’autres villes en développement de Prusse.
Les chevaliers Porte-Glaive, un ordre militaire allemand actif en Livonie, sont écrasés par les Samogitiens lors de la bataille du Soleil en septembre 1236. Les restes des Frères de l’Épée sont assimilés à l’Ordre Teutonique l’année suivante, et Balk est chargé de réorganiser les nouveaux frères. Il recrute soixante chevaliers dans les couvents d’Allemagne du Nord de l’Ordre Teutonique, car ils parlent le bas allemand.
Après avoir navigué jusqu’à Riga, il distribue ses troupes pour renforcer les campagnes. À Stensby en 1238, Balk, maître de Livonie, rend l’Estonie danoise, qui est conquise par les chevaliers Porte-Glaive, au roi Valdemar II de Danemark. Les Frères de Livonie, bouleversés, refusèrent de coopérer avec Balk, qui se rend en Italie pour demander l’aide de Hermann von Salza et de Grégoire IX. Balk reçoit peu d’aide car le pape est en conflit avec l’empereur Frédéric II et le Grand Maître Salza meurt à Salerne.
Il meurt à son tour le 5 mars 1239 à Wurtzbourg en Franconie.

## Dans la culture
L'écrivain polonais Stefan Zeromski (1864-1925), dans son roman de 1922 Wiatr od Morza, fait figurer Hermann Balk comme étant une figure négative, mal conseillé par un mauvais esprit du folklore cachoube, dénommé Smetek, qui l'incite à la tyrannie, au mensonge, et la tromperie. 

## Sources
- (en) Desmond Seward, The Monks of War: The Military Religious Orders, Londres, Penguin Books, 1995, 416 p. (ISBN 0-14-019501-7).
- (en) William Urban, The Teutonic Knights: A Military History, Londres, Greenhill Books, 2003, 290 p. (ISBN 1-85367-535-0).
- (de) Dieter Zimmerling, Der Deutsche Ritterorden, Düsseldorf, ECON Verlag, 1998, 344 p. (ISBN 3-430-19959-X).
- (de) Karl Lohmeyer, « Balko, Herrmann », Allgemeine Deutsche Biographie (ADB), Leipzig, Duncker & Humblot, vol. 2,‎ 1875.
- (de) Wolfgang Sonthofen, Der Deutsche Orden, Augsbourg, Weltbild Verlag, 1995.
- (de) Horst F. E. Dequin, Herkunft und Werdegang von Hermann Balk, dem ersten Landmeister des Deutschen Ordens in Preußen – Eine genealogisch-personengeschichtliche Untersuchung, Westerhorn, Selbstverlag, 1996.
- (de) Horst F. E. Dequin, Hermann Balk, der erste Preuße, Westerhorn, Selbstverlag, 1995.